# Antuza Genescu
Antuza Genescu (n. 14 ianuarie 1968, Lugoj, Republica Socialistă România, România) este o scriitoare română, traducătoare și antologator. A folosit și pseudonime ca Laura Ordean sau Melissa Mugur. 

## Biografie
A absolvit în 1991 Universitatea din Timișoara, Facultatea de Litere și Filozofie, secția română-engleză.
Antuza Genescu a debutat în literatură în 1998 cu povestirea SF „Poiana sufletelor”, în fanzinul Paradox. În acest fanzin a mai publicat povestiri SF ca „Liniștea nu trebuie ucisă”, „Pe urmele lui Copernic”; sau „Petrecerea” în Helion. În 1993 i s-a publicat primul volum tradus din limba română în limba engleză, volumul de  poezie al poetului George Lână, Space between Two Seconds (Spațiul dintre două secunde, Editura Marineasa).
Din 2016 a devenit membru al Uniunii Scriitorilor din România.
Este președinte al cenaclului H. G. Wells din Timișoara.

## Traduceri
Romane
- Richard Allan Miller, Utilizarea magică și rituală a ierburilor, Amarcord, 1996 (traducere semnată cu pseudonimul Laura Ordean)
- Michael Howard, Războiul în istoria Europei (împreună cu Vasile Mitu), Sedona, 1997
- Constantin Virgil Negoiță, Vizitator, Dacia, 2003
- Ken Grimwood, Replay, Nemira, 2006
- Jim Nisbet, Codex Siracuza, Nemira, 2007
- Richard & Rachel Heller, Al treisprezecelea apostol, Nemira, 2007 (traducere semnată cu pseudonimul Melissa Mugur)
- H. Hendrix, Cheia labirintului',  Nemira, 2007
- Stephen King, Ochii dragonului,  Nemira, 2007
- Gene Wolfe, De partea întunecată a Soarelui Lung, Alexandria, 2008
- Gene Wolfe, Lacul Soarelui Lung, Alexandria, Alba-Iulia, 2008
- J.B. Sawyer, Alegerea lui Hobson, Nemira, 2008
- J. McDevitt, Exploratorul, Nemira, 2008
- G. Brandreth, Oscar Wilde și ringul morții,  Nemira, 2008
- Diana I. Paxson, Marion Zimmer Bradley, Preoteasa din Avalon, Nemira, 2009
- Chelsea Quinn Yarbro, Palatul, Nemira, 2009
- Robin Hobb, Ucenicul asasinului, Nemira, 2009
- Robin Hobb, Asasinul regal, Nemira, 2010
- Robin Hobb, Răzbunarea asasinului, Nemira, 2011
- Robin Hobb, Bufonul de aur, Nemira (co-traducător)
- Stan Nicholls, Paznicul fulgerului, Nemira, 2009
- Stan Nicholls, Legiunea tunetului, Nemira, 2010
- Stan Nicholls, Războinicii furtunii, Nemira, 2011
- Vernor Vinge, Adâncurile cerului, Nemira, 2010
- Orson Scott Card, Navele Pământului, Nemira, 2011
- ***, Viața interioară a Pământului, Univers Enciclopedic Gold, 2011
- Sara Shepard, Micuțele mincinoase și secretele lor, vol. I-IV,  Leda, 2012
- Isaac Asimov, Praf de stele, Grupul Editorial Art, 2013
- ***, Constituțiile francmasonilor, Arcana, 2013
- Robin Hobb, Misiunea bufonului, Nemira, 2014
- Charlie Jane Anders, Orașul de la miezul nopții, Nemira, 2019

Colecții de povestiri
- Vânătorul de jaguari, Nemira, 2008 - cu Laura Bocancios

Proză scurtă
- Povestiri science-fiction în George R. R. Martin, Regii nisipurilor, Nemira, 2010
- Povestiri science-fiction în Connie Willis, Vânturile de la Marble Arch, Nemira, 2011
- Povestiri în antologiile science-fiction Gardner Dozois și Tărâmurile pustiite, Nemira, 2010-2012
- Povestiri în antologiile horror The Year’s Best Fantasy and Horror, Nemira, 2010-2011
- Povestiri polițiste în Raymond Chandler, Crimă de mântuială,  Nemira, 2012
- Povestiri în Colecția de Povestiri Științifico-Fantastice Anticipația și almanahul Anticipația,  Nemira, 2015, 2016

Volume de poezie, traduceri din română în engleză 
- George Lână, Spațiul dintre două secunde (Space between Two Seconds),  Marineasa, 1993
- George Lână, Bariera de la Voiteni (The Barrier at Voiteni),  Marineasa, 1998
- George Lână, În apărarea mea (In My Own Defence),  Marineasa, 1999
- Veronica Balaj, Cu îngerul la arat (Ploughing with the Angel),  Mirton, 1997
- Veronica Balaj, Ritualuri de scrib (Rituals of the Scribe),  Excelsior, 1999
- Aura Christi, Crini imperiali (Imperial Lilies),  Augusta, 1999
- Liviu Pîrvan, Aș fi (Being Away),  Marineasa, 1999
- Ion Chichere, Fizeș,  Marineasa, 1999
- Veronica Balaj, Între alb și noapte (Between White and Night),  Augusta, 2000
- Veronica Balaj, Băutori de nepăsări (Sippers of Indolence),  ArtPress, 2002
- Veronica Balaj, Poeme în civil (Timeless Hallucinations),  Anthropos, 2006
- Veronica Balaj, Ierusalim (Jerusalem),  Zur-Ott, Ierusalem, 2013
- George Lână, Linia Siegfrid a ochilor tăi, Gordian, 2015 (co-traducător)
- Poezii de Rodica Draghincescu în publicația trimestrială virtuală Action Yes
- Poezii de Rodica Draghincescu în, numărul 8 (2004) tipărit al revistei literare Jubilat, publicate de Universitatea din Massachusetts, Amherst
- Poezii de Eugen Bunaru în antologia Poezie și știință, selecție și ediție de Grete Tartler și Peter Forbes, Vremea, 2016

## Antologii
Antologii de ficțiune scurtă SF în care i s-au publicat lucrări
- Pangaia, Eagle Publishing House, 2010
  - Povestirea „Prizonieri în anotimpuri”[4]
- Cartea morților vii, Millennium Books, Satu Mare, 2013
- Cele 1001 de scorneli ale Moșului SF, Millennium Books, 2012
  - Povestirea „Metafagie”
- Ferestrele timpului, Tracus Arte, 2013
  - Povestirea „Aventuri cu Wilkie: Femeia din portofel”
- Lumi stranii, Vremea, 2014
- Venus, culegere de povestiri science-fiction, Eagle Publishing House, 2011
  - Povestirea „Un fenomen trecător”
- Zombii: Cartea morților vii, editor Mircea Pricăjan, Millennium Books, 2013[5]
  - Povestirea „Len, cel care împietrește Răul”

Antologii editate de ficțiune scurtă SF
- Venus, culegere de povestiri science-fiction, Eagle Publishing House, 2011
- Bella Proxima (coeditor și traducător), antologie de science-fiction croat, Eagle Publishing House, 2012
- Călătorii în timp, culegere de povestiri science-fiction, Nemira, 2013
- Xenos. Contact între civilizații, culegere de povestiri science-fiction, Nemira, 2014
- Galaxis, culegere de povestiri science-fiction, Eagle Publishing House, 2016. Conține povestiri space opera de Silviu Genescu, George Lazăr, Ioana Vișan, Liviu Surugiu, Alexandru Lamba, Daniel Haiduc și Liviu Radu.[6][7]

## Legături externe
- Antuza Genescu, goodreads.com